# آن مايكلز
آن مايكلز (بالإنجليزية: Anne Michaels)‏ (15 أبريل 1958، تورونتو في كندا)؛ أستاذة جامعية، كاتِبة، شاعرة وروائية كندية. درست في جامعة تورنتو.

## روابط خارجية
- آن مايكلز على موقع IMDb (الإنجليزية)
- آن مايكلز على موقع الموسوعة البريطانية (الإنجليزية)
- آن مايكلز على موقع مونزينجر (الألمانية)